# زلزال غبسلند 2012
زلزال غبسلند 2012 هو زلزالٌ وقعَ في ولاية فيكتوريا في أستراليا بتاريخ 19 يونيو 2012.